# Miek de Langen
Miek de Langen (Wassenaar, 5 oktober 1930 - Amsterdam, 13 november 2019) was een Nederlandse jeugdrechtgeleerde. 

## Leven en werk
De Langen studeerde Nederlandse taal- en letterkunde en rechten aan de universiteit van Amsterdam. Na haar afstuderen in 1959 werkte zij bij diverse organisaties op het gebied van de jeugdbescherming. In 1973 promoveerde ze met een proefschrift getiteld "Recht voor jeugdigen" een onderzoek naar rechten en rechtsbeginselen in het jeugdrecht. Voor haar benoeming tot buitengewoon hoogleraar in het jeugdrecht in 1976 was zij als docent verbonden aan de Kopse Hof, een middelbare opleiding voor sociaal-pedagogisch werk in Nijmegen.
De Langen was in 1985 de oprichtster van de eerste kinderrechtswinkel ter wereld, die werd gevestigd aan de Brouwersgracht te Amsterdam. Ook was zij een van de initiatiefneemsters tot de kindertelefoon.